# Anzano del Parco

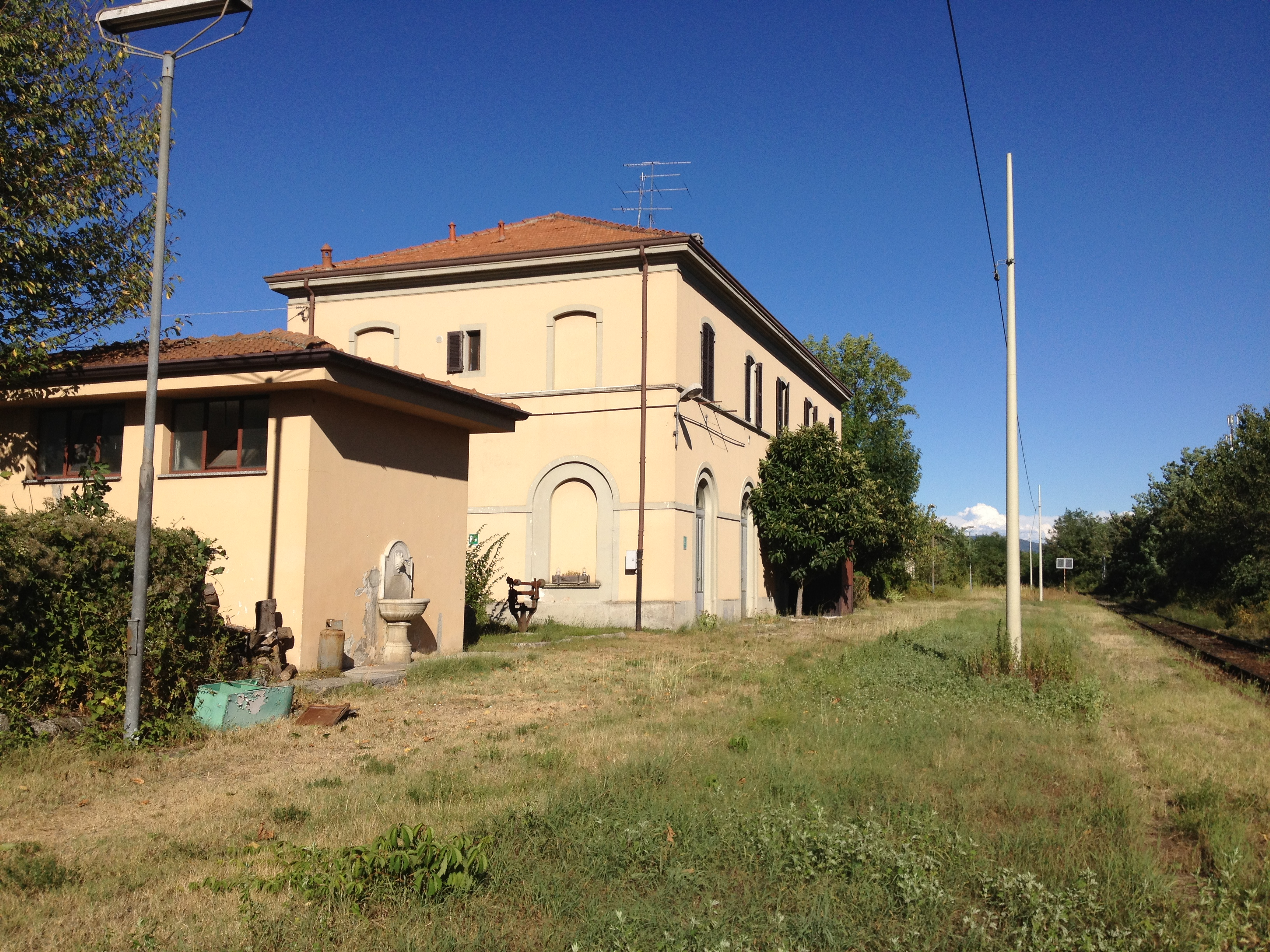
Bahnhof Anzano

Anzano del Parco ist eine Gemeinde in der italienischen Provinz Como in der Region Lombardei.

## Lage und Einwohner
Sie liegt etwa 35 km nördlich von Mailand und etwa elf Kilometer südöstlich von Como entfernt im nordwestlichen Teil der Provinz Monza und Brianza, im Hügelland südlich des Lago di Alserio. Die Gemeinde gehört zum Regionalpark des Lambro-Tals. Anzano del Parco umfasst die Fraktionen Cavognetto, Cavogno, Lazzaretto, Monticello und Bettolino und hat zusammen 1697 Einwohner (Stand 31. Dezember 2023). Es ist Teil des Regionalparks Valle del Lambro. Es ist eine Stadt an der Straße Como-Bergamo, knapp unterhalb der Alzate Brianza.
Die Nachbargemeinden sind Alserio, Alzate Brianza, Lurago d’Erba, Monguzzo und Orsenigo.

### Bevölkerungsentwicklung

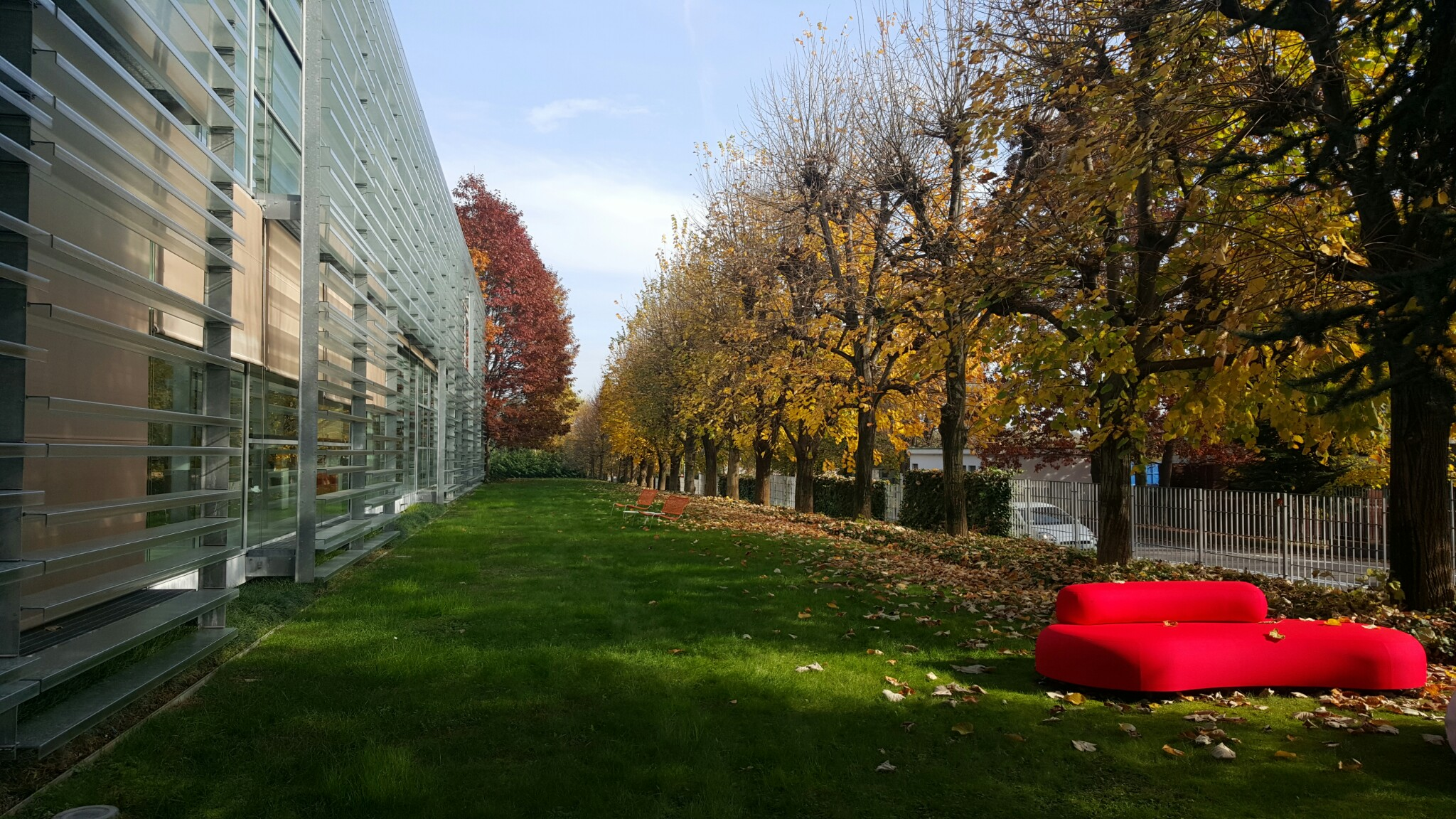
Living Divani

## Geschichte
Das Gemeindegebiet war in prähistorischer Zeit von Angehörigen der Golasecca-Kultur besiedelt. Zu römischer Zeit bestand eine Siedlung, die unter anderem durch einige Gräber bezeugt ist, die 1878 bei Grabungen an der Grenze zu Orsenigo entdeckt wurden. Diese wurden auf die Zeit um 300 bis 200 v. Chr. datiert.
Im Mittelalter wurde der Ort zuerst im Jahre 920 in einem Dokument erwähnt. Anzano gehörte den Grafen der Martesana und wurde im 10. Jahrhundert mit einer Burg befestigt, deren Turm erhalten ist.
Im 15. Jahrhundert wurde Anzano von den Visconti aus Mailand als Lehen an die Familie Dal Verme gegeben. Danach kam es 1656 an den Grafen Claudio Giussani aus Lurago, und im 17. Jahrhundert an die Familie Carcano, die eine Villa mit Park anlegen ließ.
Vom historischen Zentrum auf einem Moränenhügel sind u. a. die Pfarrkirche, der Carcano Palast und der Eingangsbogen noch erhalten.

## Wirtschaft
In Anzano sind Handwerks- und Industriebetriebe vor allem in den Bereichen Kleidung, Möbel (Living Divani) und Baumaterialien ansässig. Daneben wird das Gebiet landwirtschaftlich genutzt. Von einigen Handwerkern wird noch das traditionelle Handwerk des Binsenflechtens ausgeübt.

## Kultur und Sehenswürdigkeiten
- Villa Carcano - Die klassizistische Villa wurde zwischen 1795 und 1797 von dem in Italien wirkenden österreichischen Architekten Leopold Pollack (1751–1806) errichtet, und ist von einem großen Park im englischen Stil umgeben, nach dem die Gemeinde benannt ist. Innerhalb des Parks liegt ein kleiner See.
- Die Pfarrkirche San Michele wurde im Jahre 1562 geweiht.[2]
- Die kleine einschiffige Kirche dell’Addolorata wurde um 1749 errichtet.[3]
- Die Andachtskapelle del Lazzaretto wurde 1575–1576 während einer Pestepidemie in der Nähe eines Lazaretts gebaut.
- Die Villa Carcano[4]